# مناطق التجارة الحرة في أوروبا

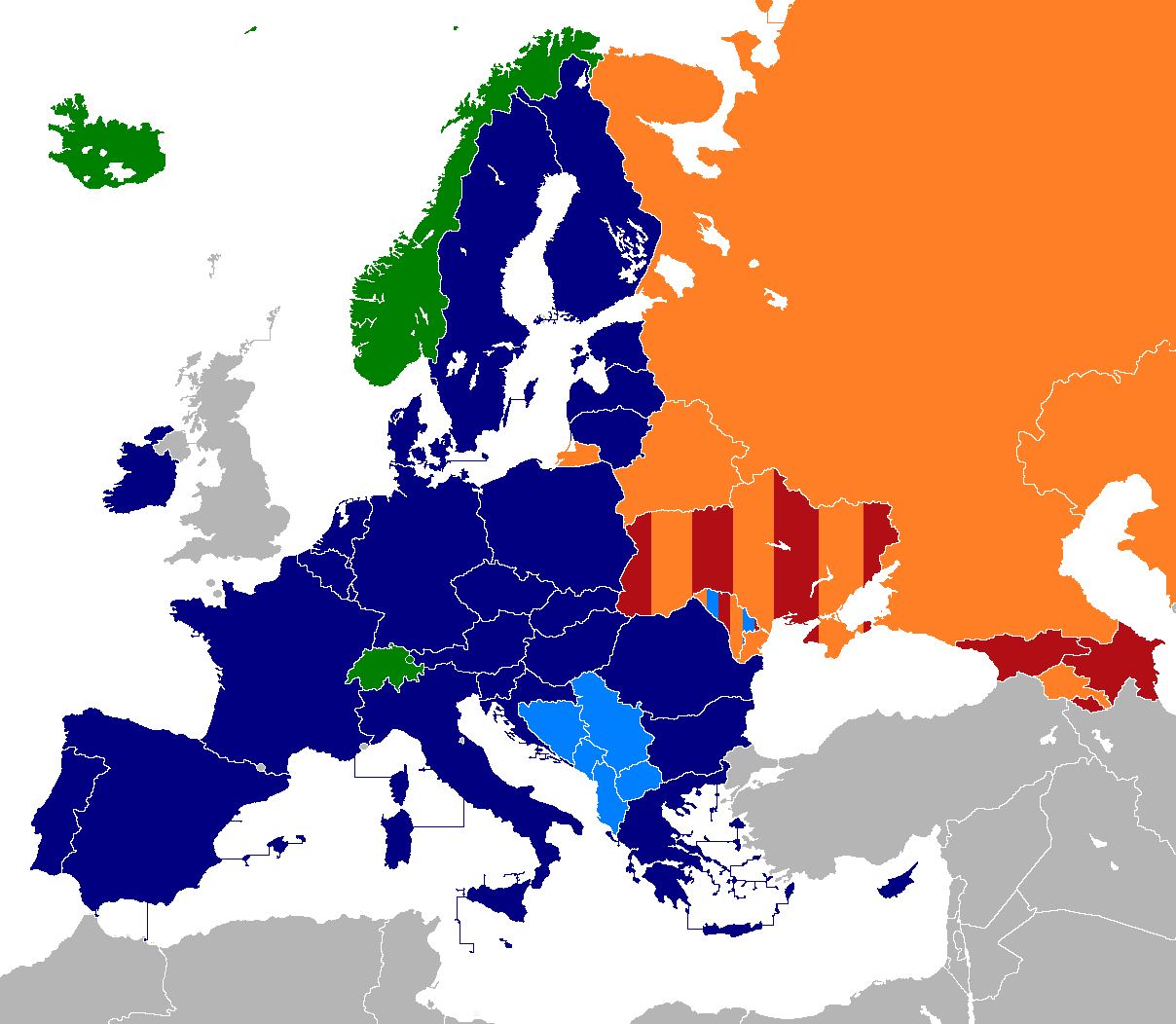
الاتحاد الأوروبي والمملكة المتحدة
رابطة التجارة الحرة الأوروبية
اتفاقية التجارة الحرة في أوروبا الوسطى
منطقة التجارة الحرة لرابطة الدول المستقلة
منظمة غوام للتطوير الديمقراطي والاقتصادي

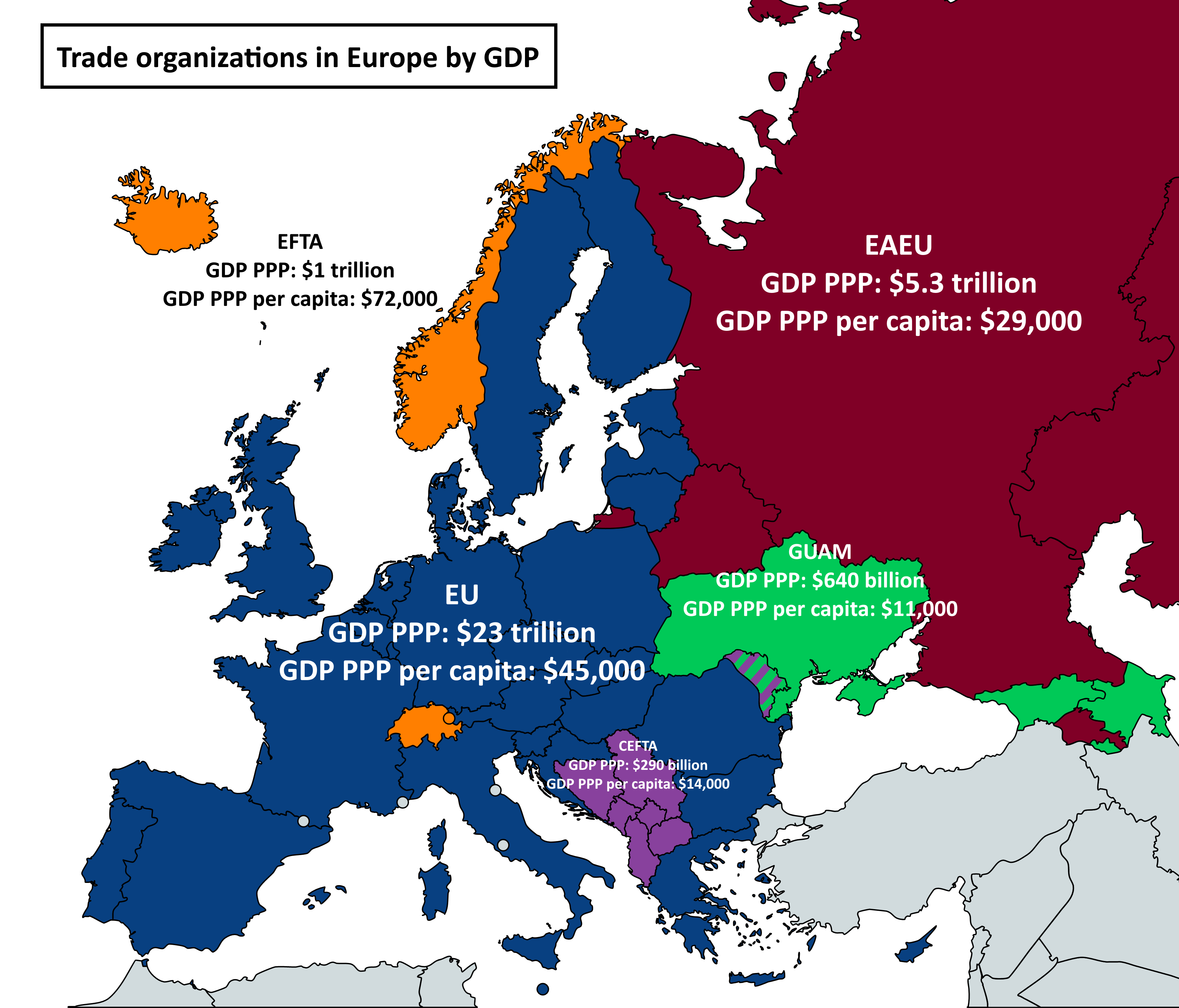
المنظمات التجارية في أوروبا حسب الناتج المحلي الإجمالي

في الوقت الحاضر، هناك أربع مناطق تجارة حرة متعددة الأطراف في أوروبا ومنطقة تجارة حرة سابقة واحدة في التاريخ الحديث. لاحظ أن هناك أيضًا عددًا من اتفاقيات التجارة الحرة الثنائية بين الدول وبين الكتل التجارية ؛ وأن بعض الدول تشارك في أكثر من منطقة تجارة حرة.

## الاتحاد الأوروبي

الاتحاد الجمركي للاتحاد الأوروبي
الدول الأعضاء في الاتحاد الأوروبي
المشاركون من خارج الاتحاد الأوروبي

لطالما عمل الاتحاد الأوروبي على أنه أكثر من مجرد منطقة تجارة حرة مع سابقتها، الجماعة الاقتصادية الأوروبية (EEC) التي تأسست كاتحاد جمركي. لدى الاتحاد الأوروبي اتفاقيات تجارة حرة بمستويات مختلفة مع معظم الدول الأوروبية الأخرى.
السوق الموحدة الأوروبية
يشترك الاتحاد الأوروبي في سوقه الموحدة مع ثلاثة أعضاء من رابطة التجارة الحرة الأوروبية عبر اتفاقية المنطقة الاقتصادية الأوروبية، والعضو المتبقي في الرابطة الأوروبية للتجارة الحرة - سويسرا - عبر اتفاقيات ثنائية.

السوق الموحدة الأوروبية
الدول الأعضاء في الاتحاد الأوروبي
المشاركون من خارج الاتحاد الأوروبي

الاتحاد الجمركي للاتحاد الأوروبي
الاتحاد الجمركي للاتحاد الأوروبي هو اتحاد جمركي يتكون من جميع الدول الأعضاء في الاتحاد الأوروبي (بما في ذلك أربعة أقاليم خارج الاتحاد الأوروبي - أكروتيري ودكليا وغيرنزي وجزيرة مان وجيرزي) وتركيا وسان مارينو وموناكو وأندورا التي تقع خارج الاتحاد الأوروبي. بالإضافة إلى السماح بالتجارة الحرة بين الدول، يفرض الاتحاد الجمركي تعريفة خارجية مشتركة على جميع السلع التي تدخل المنطقة.

## رابطة التجارة الحرة الأوروبية

رابطة التجارة الحرة الأوروبية (حتى الآن)
رابطة التجارة الحرة الأوروبية سابقاً (الآن في الاتحاد الأوروبي)
اتفاقية التجارة الحرة في أوروبا الوسطى (حتى الآن)
اتفاقية التجارة الحرة في أوروبا الوسطى سابقًا (الآن في الاتحاد الأوروبي)
منطقة التجارة الحرة في بحر البلطيق سابقا (الآن في الاتحاد الأوروبي)

تم إنشاء رابطة التجارة الحرة الأوروبية (EFTA) في عام 1960 من قبل الدول السبع الخارجية (كبديل أكثر مرونة للمجتمعات الأوروبية آنذاك) ولكن معظم أعضائها انضم منذ ذلك الحين إلى الاتحاد الأوروبي ولم يتبق سوى أربع دول (آيسلندا والنرويج وسويسرا وليختنشتاين) طرفًا في المعاهدة.

## اتفاقية التجارة الحرة في أوروبا الوسطى
بعد سقوط الستار الحديدي، تم إنشاء منطقتين للتجارة الحرة في وسط أوروبا، منطقة التجارة الحرة في بحر البلطيق (BAFTA) واتفاقية التجارة الحرة في أوروبا الوسطى (CEFTA)، من أجل تحقيق الاستقرار في هذه البلدان لعضوية الاتحاد الأوروبي. مع توسع الاتحاد الأوروبي في عام 2004، غادر الأعضاء الأصليون لكليهما هذه الاتفاقيات وانضموا إلى الاتحاد الأوروبي.
توسعت اتفاقية التجارة الحرة في أوروبا الوسطى (CEFTA) في جنوب أوروبا مع أعضاء من غرب البلقان ومولدوفا. جميع دول (CEFTA) الجديدة، باستثناء مولدوفا، هم أعضاء محتملون في الاتحاد الأوروبي، وبالتالي فإن الرابطة الأوروبية للتجارة الحرة هي منطقة التجارة الحرة الوحيدة ذات المستقبل طويل الأجل، حيث لا توجد خطط فورية لهذه البلدان لتغيير وضعها الحالي. ومع ذلك، قد تحصل (CEFTA) على أعضاء جدد في شكل دول مجاورة للاتحاد الأوروبي الحالي.

## منطقة التجارة الحرة لرابطة الدول المستقلة

منطقة التجارة الحرة لرابطة الدول المستقلة

كانت رابطة الدول المستقلة تتفاوض بشأن منطقة تجارة حرة لرابطة الدول المستقلة منذ عام 1994 وفي عام 2011 وافقت ثماني دول على إنشاء منطقة تجارة حرة. هؤلاء هم؛ روسيا وأوكرانيا وبيلاروسيا وكازاخستان وقيرغيزستان وطاجيكستان وأرمينيا ومولدوفا. بالإضافة إلى ذلك، تشكل بيلاروسيا وكازاخستان وروسيا وأرمينيا وقيرغيزستان الاتحاد الاقتصادي الأوروآسيوي، بما في ذلك الاتحاد الجمركي والسوق الموحدة.

## مناطق سابقة

### منطقة التجارة الحرة في البلطيق

منطقة التجارة الحرة في البلطيق

كانت منطقة التجارة الحرة في البلطيق (BAFTA) اتفاقية تجارة حرة بين إستونيا ولاتفيا وليتوانيا والتي كانت قائمة بين عامي 1994 و 2004.
تم إنشاء (BAFTA) للمساعدة في إعداد البلدان للانضمام إلى الاتحاد الأوروبي. تم إنشاء (BAFTA) كمبادرة من الاتحاد الأوروبي أكثر من رغبة دول البلطيق في التجارة فيما بينها: لقد كانوا مهتمين أكثر بالوصول إلى بقية الأسواق الأوروبية.
تم التوقيع على اتفاقية (BAFTA) من قبل الدول الثلاث في 13 سبتمبر 1993 ودخلت حيز التنفيذ في 1 أبريل 1994. في 1 يناير 1997 تم تمديد الاتفاقية لتشمل التجارة في المنتجات الزراعية. في 1 مايو 2004، انضمت جميع الدول الثلاث إلى الاتحاد الأوروبي، وبذلك انتهت (BAFTA).
كان (BAFTA) جزءًا من التعاون العام بين البلدان الثلاثة في إطار مجلس البلطيق - على غرار التعاون الاسكندنافي (انظر دول الشمال). بالإضافة إلى منطقة التجارة الحرة، شكلوا منطقة تأشيرة مشتركة. يواصل القادة الاجتماع بانتظام، لكن المجلس يركز الآن على القضايا الدولية، بما في ذلك التنمية الاقتصادية والتعاون العسكري بسبب قرب روسيا.